# Camilla Magliano
Pour les articles homonymes, voir Magliano.
Camilla Magliano, née le 4 décembre 1985 à Turin, est une coureuse de fond italienne spécialisée en course en montagne et en skyrunning. Elle a remporté deux médailles de bronze du kilomètre vertical aux championnats d'Europe de skyrunning.

## Biographie
Camilla Magliano pratique de nombreux sports durant sa jeunesse. Ce n'est qu'en 2014 qu'elle se lance dans une carrière sportive compétitive avec le triathlon,. Elle remporte l'argent à deux reprises en 2016 et 2017 lors des championnats d'Italie de triathlon distance olympique sans aspiration. En février 2017, elle s'essaie au triathlon d'hiver lors des championnats d'Italie à Campodolcino. Elle effectue une excellente phase de course à pied pour remporter la médaille de bronze.
Elle fait ses débuts en course à pied en 2016 et reçoit un dossard pour le marathon de Venise. N'ayant aucune expérience de préparation, elle fait appel aux services de l'entraîneur Sergio Benzio. Ce dernier lui propose alors de courir un kilomètre vertical à Sestrières,. Elle relève le défi et remporte la victoire à la surprise générale.
Enthousiasmée par cette expérience, elle décide de réorienter sa carrière sportive vers la course en montagne et le kilomètre vertical. Elle enchaîne les épreuves et les succès en 2017. Elle démontre de bons résultats aussi bien sur les courses verticales en décrochant la médaille d'argent aux championnats d'Italie de kilomètre vertical que sur les distances plus longues en remportant également l'argent aux championnats d'Italie de course en montagne longue distance lors du même week-end dans le cadre du Trophée Nasego à Casto. Le 10 juin, elle s'essaie aux distances plus longues en prenant le départ du Supermaratona dell'Etna de 43 kilomètres. Elle domine l'épreuve et s'impose en 4 h 22 min 3 s, battant de plus d'une demi-heure sa plus proche poursuivante. Le 29 juillet, elle parvient à battre la Suissesse Victoria Kreuzer pour s'offrir la victoire au Red Bull K3. Le 27 août, elle livre une bataille serrée avec la Rwandaise Celine Iranzi lors du Mémorial Partigiani Stellina. Camilla Magliano impose son rythme et parvient à se détacher en tête pour remporter la victoire. Le 18 septembre, elle prend le départ de la course Ivrea-Mombarone. Faisant à nouveau face à Celine Iranzi, elle parvient à tirer avantage de la seconde partie du tracé plus technique pour se détacher en tête. Elle s'impose en 2 h 15 min 8 s, battant de neuf minutes le record féminin du parcours détenu par Catherine Bertone. Le 13 octobre 2017, elle prend le départ du Vertical Grèste de la Mughéra comptant comme épreuve de kilomètre vertical des championnats d'Europe de skyrunning. Elle effectue une solide course et s'empare de la médaille de bronze derrière Christel Dewalle et Michelle Maier.
Le 24 juin 2023, elle prend le départ de la K2 Valtellina Extreme Vertical Race. Elle voit l'Autrichienne Andrea Mayr dominer la course et signer un nouveau record féminin du parcours en 1 h 24 min 46 s. Camilla Magliano se classe deuxième et meilleure Italienne avec huit minutes de retard sur l'Autrichienne. La course inaugure l'épreuve de double kilomètre vertical aux championnats d'Italie de skyrunning. Elle remporte ainsi son premier titre national. Le 14 juillet, elle prend part à l'épreuve de kilomètre vertical des championnats d'Europe de skyrunning à Gusinje. Courant aux côtés de sa compatriote Corinna Ghirardi, elle suit la favorite Naiara Irigoyen mais voit cette dernière filer vers le titre. Camilla Magliano assure la médaille de bronze derrière Corinna Ghirardi.

## Palmarès
| no  | féminin            | Course                                                   | Longueur | Départ            | Temps           |
| --- | ------------------ | -------------------------------------------------------- | -------- | ----------------- | --------------- |
| 50e | Médaille d'argent  | Vertical Nasego                                          | 4,2 km   | 29 avril 2017     | 44 min 7 s      |
| 49e | Médaille d'argent  | Trophée Nasego                                           | 20,6 km  | 30 avril 2017     | 2 h 3 min 5 s   |
| 4e  | Médaille d'or      | Supermaratona dell'Etna                                  | 43 km    | 10 juin 2017      | 4 h 22 min 3 s  |
| 30e | Médaille d'or      | Red Bull K3                                              | 9,7 km   | 29 juillet 2017   | 2 h 29 min 36 s |
| 22e | Médaille d'argent  | PizTri Vertikal                                          | 3,5 km   | 12 août 2017      | 43 min 26 s     |
| 23e | Médaille d'or      | Mémorial Partigiani Stellina                             | 11 km    | 27 août 2017      | 1 h 19 min 26 s |
| 14e | Médaille d'or      | Claro-Pizzo                                              | 9,2 km   | 1er octobre 2017  | 1 h 58 min 49 s |
| 31e | Médaille d'argent  | Kilomètre vertical Chiavenna-Lagùnc                      | 3,3 km   | 8 octobre 2017    | 40 min 9 s      |
| 51e | Médaille de bronze | Championnats d'Europe de skyrunning - Kilomètre vertical | 3,2 km   | 13 octobre 2017   | 47 min 45 s     |
| 32e | Médaille de bronze | Red Bull K3                                              | 9,7 km   | 28 juillet 2018   | 2 h 37 min 46 s |
| 42e | Médaille de bronze | Montée du Skåla                                          | 5,8 km   | 18 août 2018      | 52 min 54 s     |
| 20e | Médaille d'argent  | Claro-Pizzo                                              | 9,2 km   | 7 octobre 2018    | 2 h 0 min 57 s  |
| 33e | Médaille de bronze | Vertical Grèste de la Mughéra                            | 3,2 km   | 12 octobre 2018   | 46 min 52 s     |
| 7e  | Médaille d'argent  | Course du Monte Faudo                                    | 24,9 km  | 19 septembre 2021 | 1 h 56 min 2 s  |
| 18e | Médaille d'argent  | Claro-Pizzo                                              | 9,2 km   | 3 octobre 2021    | 2 h 3 min 52 s  |
| 25e | Médaille de bronze | Montemuro Vertical Run                                   | 9,5 km   | 19 juin 2022      | 1 h 4 min 22 s  |
| 47e | Médaille de bronze | Montée du Nid d'Aigle                                    | 19,5 km  | 16 juillet 2022   | 2 h 6 min 19 s  |
| 20e | Médaille d'argent  | Canfranc-Canfranc 16K                                    | 16 km    | 11 septembre 2022 | 2 h 8 min 24 s  |
| 19e | Médaille de bronze | Zumaia Flysch Trail Maratoia Erdia                       | 22,2 km  | 2 octobre 2022    | 1 h 44 min 2 s  |
| 20e | Médaille d'or      | Vertical Grèste de la Mughéra                            | 3,7 km   | 15 octobre 2022   | 47 min 23 s     |
| 23e | Médaille d'argent  | K2 Valtellina Extreme Vertical Race                      | 9,0 km   | 24 juin 2023      | 1 h 32 min 35 s |
| 21e | Médaille de bronze | Championnats d'Europe de skyrunning - Kilomètre vertical | 3,9 km   | 14 juillet 2023   | 45 min 12 s     |
| 23e | Médaille d'argent  | Valgerola Vertical                                       | 5,5 km   | 2 septembre 2023  | 58 min 29 s     |
| 10e | Médaille d'or      | Canfranc-Canfranc 16K                                    | 16 km    | 10 septembre 2023 | 2 h 12 min 41 s |
| 10e | Médaille d'argent  | Claro-Pizzo                                              | 9,2 km   | 1er octobre 2023  | 1 h 58 min 51 s |
| 8e  | Médaille d'argent  | Sky Gran Canaria TPT35                                   | 35 km    | 14 octobre 2023   | 2 h 59 min 1 s  |
| 21e | Médaille d'argent  | Chianti Marathon Trail                                   | 43 km    | 23 mars 2024      | 3 h 23 min 14 s |
| 19e | Médaille de bronze | Transvulcania Vertical Kilometer                         | 7,6 km   | 9 mai 2024        | 1 h 2 min 44 s  |
| 24e | Médaille d'argent  | Transvulcania Media Maratón                              | 24,8 km  | 11 mai 2024       | 2 h 43 min 52 s |
| 9e  | Médaille d'argent  | Course du Monte Faudo                                    | 24,9 km  | 9 juin 2024       | 1 h 55 min 38 s |
| 7e  | Médaille d'or      | Eiger Ultra Trail - E35                                  | 35 km    | 20 juillet 2024   | 3 h 55 min 57 s |
| 23e | Médaille d'argent  | Nice Côte d'Azur by UTMB - Eze-Nice                      | 54 km    | 5 octobre 2024    | 5 h 13 min 18 s |
| 22e | Médaille d'or      | Bellagio Skyrace                                         | 28,7 km  | 27 octobre 2024   | 2 h 28 min 4 s  |
| 12e | Médaille de bronze | KAT100 - Marathon Trail                                  | 51 km    | 9 août 2025       | 5 h 43 min 59 s |

## Records
| Épreuve       | Performance | Date         | Lieu  |
| ------------- | ----------- | ------------ | ----- |
| 10 kilomètres | 37 min 19 s | 2 avril 2017 | Turin |